# Pedro del Campo
Pedro del Campo (Sorzano, La Rioja, 1499 - Barcelona, 1593) fou un frare franciscà observant. Tingut per sant, és servent de Déu de l'Església catòlica, tot i que el seu procés de beatificació no va tirar endavant.

## Biografia
Nascut a Sorzano, ingressà a l'orde franciscà dels Frares Menors Observants com a germà llec a Barcelona. Fou durant molts anys encarregat de l'horta del convent barceloní de Santa Maria de Jesús, on fou sebollit. En vida se li atribuïren miracles i el do de la profecia, com la que va fer sobre la santedat del beat Nicolau Factor, que visità el seu convent, o l'anunci de la pesta de Barcelona de 1589 i de la seva fi.
Morí en llaor de santedat als 99 anys, i fou tingut per sant en el si de l'orde. Diverses obres franciscanes el citen com a venerable.
En 1808, l'exèrcit napoleònic destruí el convent de Santa Maria de Jesús. Les restes del frare, en una arca, foren traslladades al monestir de Pedralbes.